# Calamus ridleyanus
Calamus ridleyanus är en enhjärtbladig växtart som beskrevs av Odoardo Beccari. Calamus ridleyanus ingår i släktet Calamus och familjen Arecaceae. Inga underarter finns listade i Catalogue of Life.